# سیارک ۲۱۵۴۸
سیارک ۲۱۵۴۸ (به انگلیسی: 21548 Briekugler، نامگذاری:1998QX38) بیست و یک هزار و پانصد و چهل و هشتمین سیارک کشف شده‌است که در ۱۷ اوت ۱۹۹۸ کشف شد.
قدر مطلق سیارک برابر ۱۴٫۰ است.